# Fatima Gailani
Fatima Gailani (en pastún: فاطمه گیلانی‎ ; Kabul, 1954) es una líder política afgana y activista por los derechos de la mujer, que anteriormente fue presidenta de la Sociedad Afgana de la Media Luna Roja. Apareció en la lista de la BBC de las 100 mujeres de 2021.

## Tryaectoria
Gailani es hija de Ahmed Gailani, fundador del Frente Nacional Islámico de Afganistán (NIFA), que luchó contra los soviéticos en la guerra soviético-afgana. Completó sus estudios secundarios en el Centre d'Enseignement Français en Afganistán, y posteriormente obtuvo un máster en Literatura Persa por la Universidad Nacional de Irán y una licenciatura en Estudios Islámicos por el Muslim College de Londres.
Durante su exilio en Londres, en la década de 1980, Gailani fue portavoz del partido NIFA en Occidente.
Después de que los talibanes tomaran el control de Afganistán en 1996, Gailani convenció a Muhammad Sayyid Tantawy, Gran Imán de al-Azhar, para que emitiera una fatwa condenando la prohibición talibán de la educación de las niñas. Tras la caída del régimen talibán en 2001, regresó a Afganistán como delegada en la loya jirga de 2002 y después para participar en la redacción de una nueva constitución.
De 2005 a 2016, Gailani fue presidenta de la Sociedad Afgana de la Media Luna Roja. En 2017, presidió la Conferencia de la Cruz Roja.
Durante el proceso de paz afgano posterior a 2018, fue miembro del equipo negociador del gobierno afgano. Mientras se recuperaba de un cáncer, fue una de las cuatro mujeres que participaron en las conversaciones con los talibanes en Doha (Qatar) en 2020.
Tras la caída de Kabul en agosto de 2021, declaró que el equipo negociador había estado cerca de llegar a un acuerdo de paz "y entonces, ups, el Presidente ha desaparecido. Por el amor de Dios". En 2024 se convirtió en miembro del Consejo de Administración de International Crisis Group.

## Reconocimientos
Gailani fue reconocida como una de las 100 mujeres de 2021 de la BBC.